# 安丰站
安丰站位于中华人民共和国江西省南昌市红谷滩区龙兴大街与三清山大道交叉口地下，是南昌地铁4号线的地铁车站，本站于2021年12月26日和4号线一同启用。

## 车站结构
车站位于三清山大道与龙兴大街交叉口，为地下二层岛式车站:54。

### 楼层
| 1层  | 地面               | 出入口                         |  |  |
| -1层 | 站厅               | 自动售票机、客服中心           |  |  |
| -2层 |                    | █ 4号线 往白马山（怀玉山大道） |  |  |
|      | 岛式站台，左侧开门 |                                |  |  |
|      |                    | █ 4号线 往鱼尾洲（东新）       |  |  |

### 设计
安丰站是南昌地铁目前唯一一个中庭式车站，车站设计充分结合中庭镂空建筑特点，以江西非遗文化符号青花瓷为切入点，向世界展示江西自然生态和非遗文化文明；中庭区域设置了两块大型显示屏，多媒体载体将传统文化故郡与科技发达新城风貌有机结合，深度表达传承与发展的和谐共存之美。

### 出入口
| 编号                   | 指示                         | 图片 | 建议前往的目的地                                    |
| ---------------------- | ---------------------------- | ---- | --------------------------------------------------- |
| 出口 · 1L              | 三清山大道东侧，龙兴大街南侧 |      | 新琚花园A1区、汝池路、景德镇街                      |
| 出口 · 2L · 升降机标志 | 龙兴大街北侧，三清山大道东侧 |      | 万科粹叠园、汝池路、新琚花园E2/E4区、南洲街、安丰街 |
| 出口 · 3L              | 龙兴大街北侧，三清山大道西侧 |      | 安丰街                                              |
| 出口 · 4L              | 龙兴大街北侧                 |      | 黄岗山路、南昌市外国语学校九龙湖校区                |
| 出口 · 5L · 升降机标志 | 龙兴大街南侧，三清山大道东侧 |      | 新琚花园A7区                                        |
| 註： 設有              |                              |      |                                                     |

## 历史
- 2016年6月8日，江西省环境保护厅发布了《南昌市轨道交通4号线一期工程拟受理情况的公示》[4]，并公布了《南昌市轨道交通4号线一期工程环境影响报告书（全文公示稿）》，由此得知本站工程名为国体大道站[2]。
- 2017年2月8日，南昌轨道交通集团有限公司公布了《2、3号线站点更名及4号线命名方案获批》，由此得知本站正式站名为安丰站[5]。